# Hexachordum Apollinis

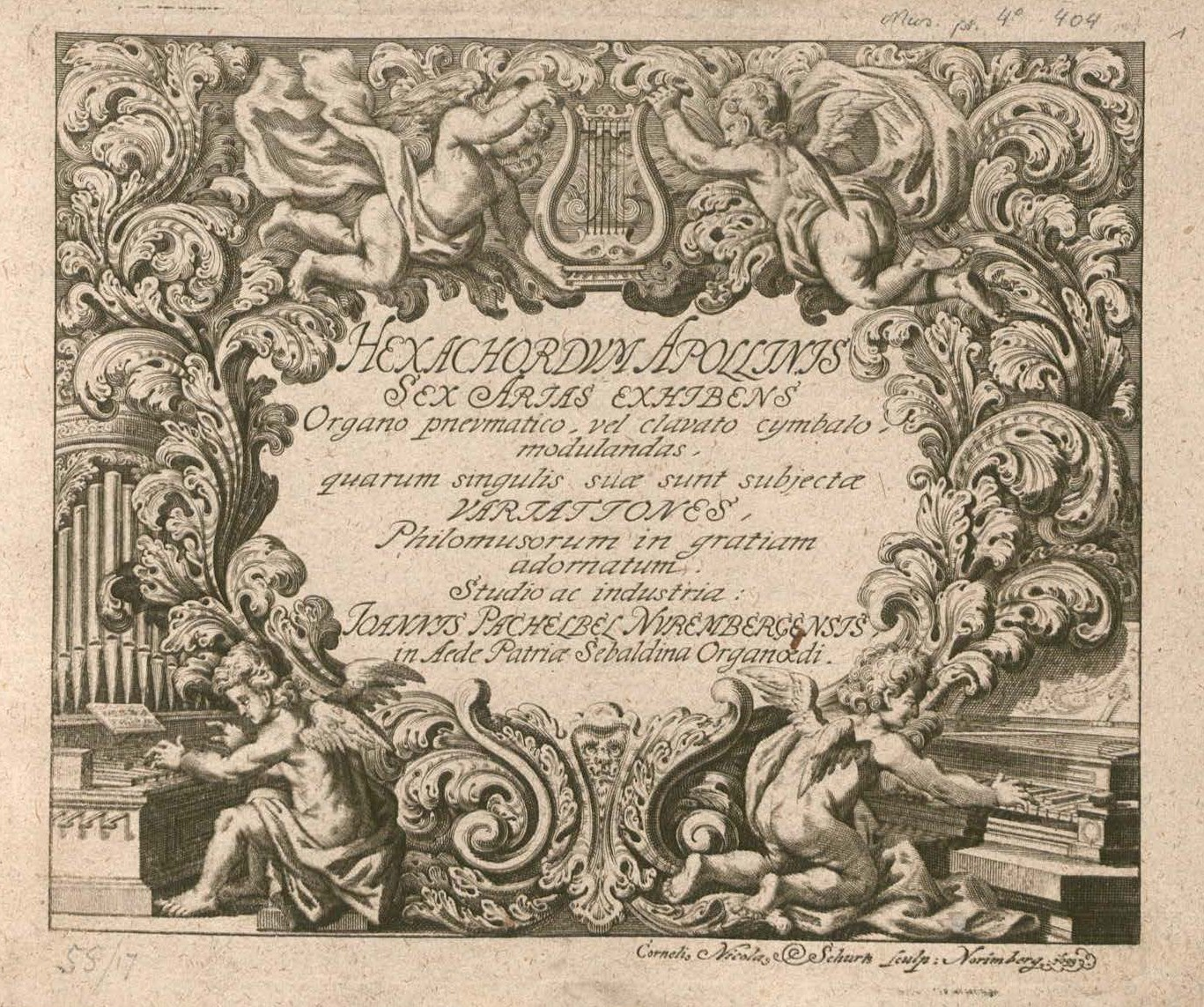
Facsímil de la portada d' Hexachordum Apollinis

Hexachordum Apollinis (PWC 193-8, T211-6, PC 131-6, POP 1-6) és una col·lecció de música per a teclat de Johann Pachelbel, publicat el 1699. Es compon de sis àries amb variacions, amb temes originals, i és generalment considerada com una de les millors obres de Pachelbel. La col·lecció inclou un prefaci en el qual Pachelbel dedica l'obra a Dietrich Buxtehude i Ferdinand Tobias Richter i discuteix breument la naturalesa de la música.
Va ser una obra escrita per Johann Pachellbel, que ell va ser un compositor amb nacionalitat alemana i només escrivia amb l'estil del barroc.

## Anàlisi

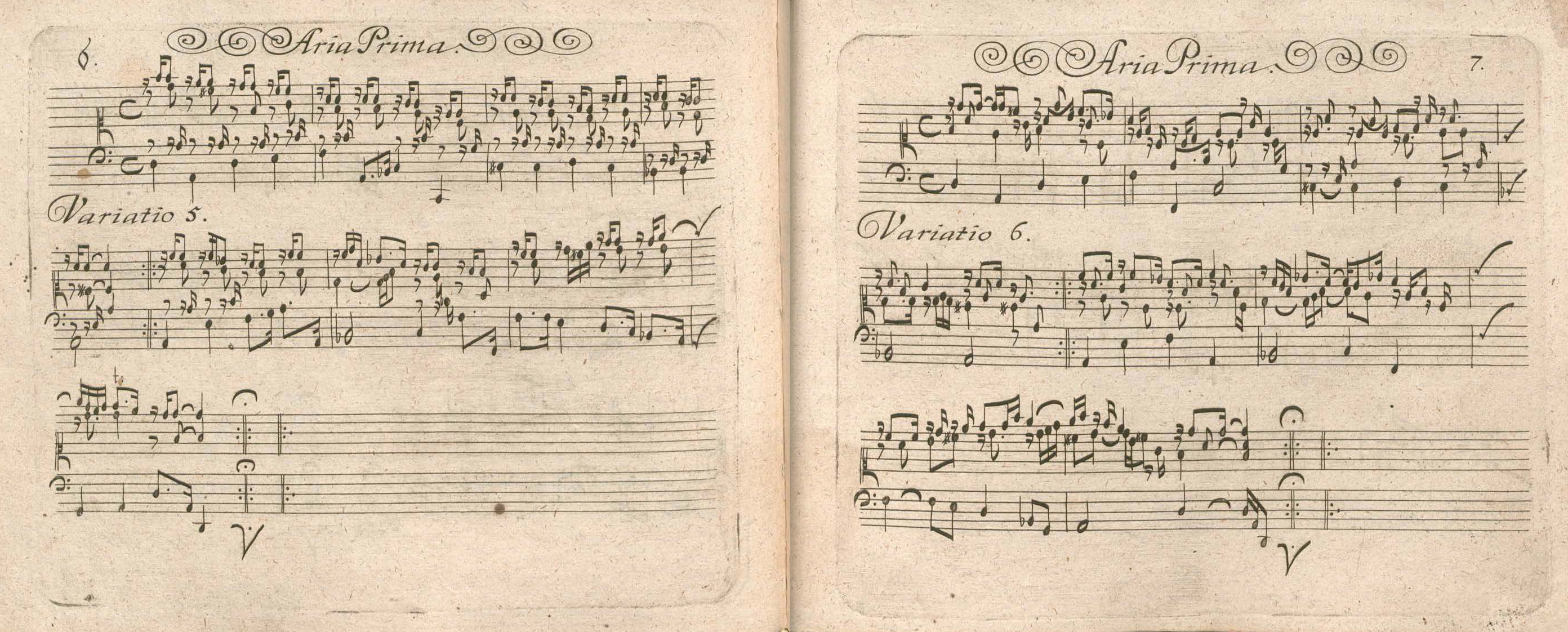
La cinquena i la sisena variacions de Ària Prima, tal com van aparèixer en la primera edició.

La col·lecció conté sis àries amb variacions, totes sobre temes originals, seculars. La pràctica de compondre variacions de temes originals era relativament nou (una instància anterior la Aira detta la Frescobalda de Girolamo Frescobaldi del Secondo libro di toccate de 1627; dels contemporanis de Pachelbel Bernardo Pasquini va ser un dels principals exponents d'aquesta tendència), i Pachelbel va ser dels primers a Europa en explorar la forma. El pla general de  Hexachordum Apollinis  és el següent:
| Peça                 | Clau             | Nombre de variacions |
| -------------------- | ---------------- | -------------------- |
| Aria Prima           | D minor (Dorian) | 6                    |
| Aria Secunda         | E minor          | 5                    |
| Aria Tertia          | F major          | 6                    |
| Aria Quarta          | G minor (Dorian) | 6                    |
| Aria Quinta          | A minor          | 6                    |
| Aria Sexta Sebaldina | F minor          | 8                    |